# Saint-Martin-aux-Buneaux
Saint-Martin-aux-Buneaux è un comune francese di 678 abitanti situato nel dipartimento della Senna Marittima nella regione della Normandia.

## Società

### Evoluzione demografica
Abitanti censiti